# Tasata variolosa
Tasata variolosa là một loài nhện trong họ Anyphaenidae.
Loài này thuộc chi Tasata. Tasata variolosa được Cândido Firmino de Mello-Leitão miêu tả năm 1943.